# Tricot (textile)
Pour les articles homonymes, voir Tricot (homonymie).

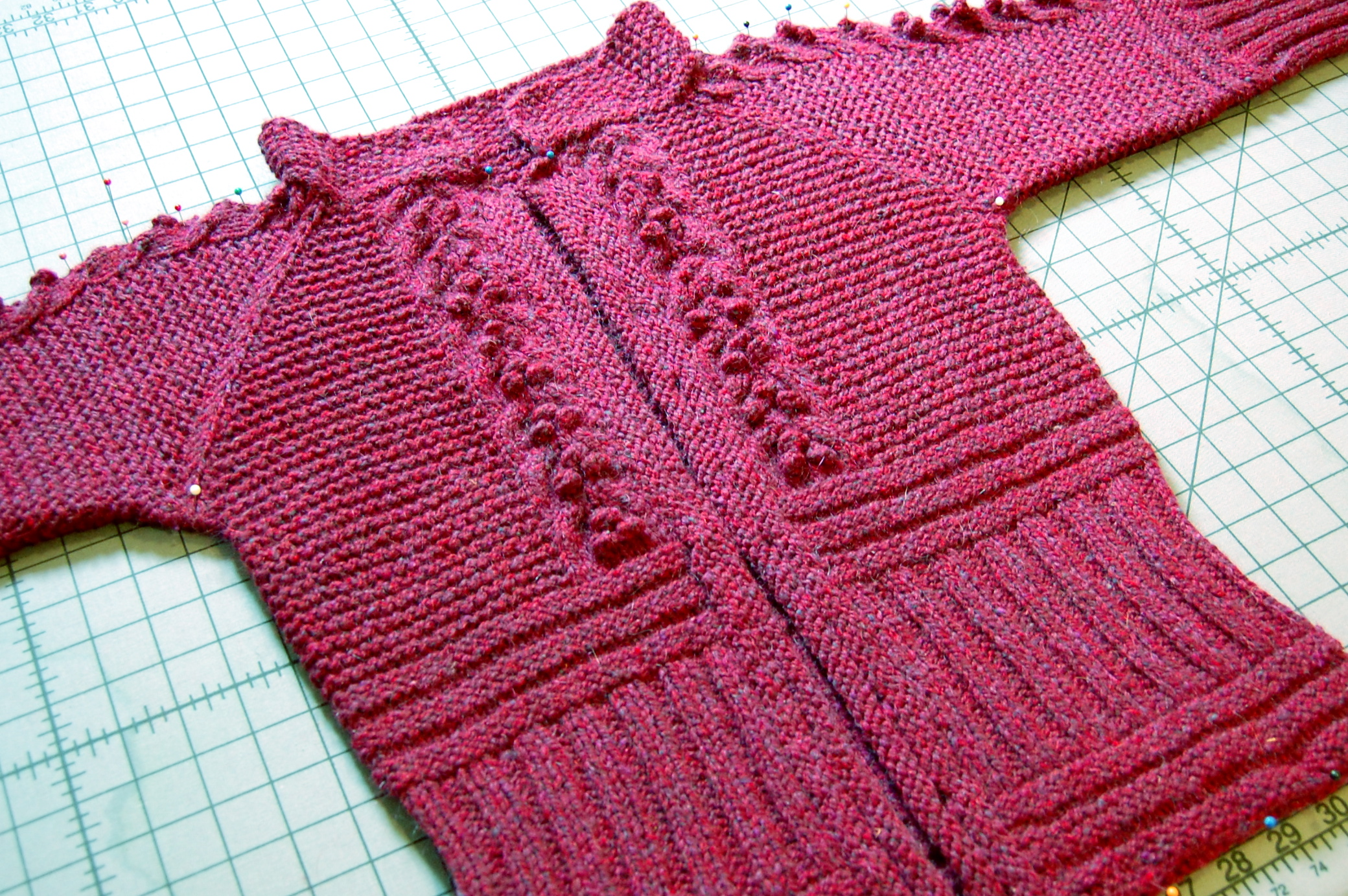
Tricot de taille enfant.

Le tricot est une matière d'œuvre extensible à boucles entrelacées qui peut aussi se qualifier sous le terme maille (exemple : vêtements en maille). C'est un matériau associé au confort et au sport[réf. nécessaire].
Il se différencie des autres textiles habituellement constitués d'un entrecroisement de fils de chaîne et de fils de trame : le tissu, car il est constitué d'un seul fil enroulé en bouclant sur lui-même souvent à l'aide d'une ou plusieurs aiguille à tricoter.
Toutes les fibres textiles peuvent être tricotées. Il existe une variété importante de points et de motifs.
La production de tricot se désigne aussi par le terme bonneterie.
Les premières étoffes en maille sont attribuées à Jacques Rodier vers 1920 et ont été utilisées notamment par Jean Patou dans ses collections pour des tenues de ville, puis cette mode cessa vers 1930. En 1962, Ottavio Missoni et Rosita Missoni transforment une machine : de la fabrication de châles, celle-ci va maintenant fabriquer des robes faites de fibres synthétique et naturelles. Suivant les Italiens, Sonia Rykiel remit la maille au goût du jour vers la fin des années 1960 en France.
Il existe deux sortes de tricots :
- bonneterie trame ou tricot à mailles cueillies, les boucles sont formées par un seul fil. Ces tricots sont facilement détricotables et le plus connu est le jersey mais il existe aussi l'interlock, le côte 1x1, la côte anglaise, etc. Ces mailles sont fréquemment utilisées dans les sous-vêtements, les t-shirts, les pulls, les chaussettes, etc. ;
- bonneterie chaîne ou tricot à mailles jetées, les mailles sont tissées simultanément. L'étoffe ne peut être défaite et est qualifiée d'indémaillable. Les mailles les plus fréquentes sont la charmeuse, l'atlas, le jacquard. Ces techniques sont utilisées pour les vêtements de sport, les maillots de bain et la lingerie, etc.

Les tricots sont le plus souvent cousus à partir du premier groupe de tissus. Mais les règles d'entretien et de lavage sont les mêmes et s'appliquent à tous les types de toiles.

## Contextures
- jersey (textile)
- point de milan
- point de rome
- derby[Quoi ?]
- interlock
- côte 1x1

## Des motifs
Pour réaliser des motifs, ou plus particulièrement avoir plusieurs couleurs sur une même ligne (visuellement) on effectue se qu'on appelle du jacquard (en référence au tissu mais techniquement il n'y a aucun rapport), en variantes « jersey », lourd ou léger.

## Application
- Les équipements de protection individuelle (aussi notés EPI), notamment protection à la coupure.
- Les pull-overs, T-shirt, des sous-vêtements slip, bonnet, etc.

## Conception
- machine rectiligne
- machine circulaire
- fully-fashioned